# Maryna Marchenko
Pour les articles homonymes, voir Marchenko et Martchenko.
Maryna Marchenko (Martchenko) est une joueuse ukrainienne de volley-ball née le 12 juillet 1985 à Luhansk. Elle mesure 1,88 m et joue au poste d'attaquante ou réceptionneuse-attaquante.

## Clubs
| Club                | De        | À         |
| ------------------- | --------- | --------- |
| VK Severodontchanka | 1998-1999 | 2000-2001 |
| Krug Cherkasy       | 2001-2002 | mars 2009 |
| RC Cannes           | mars 2009 | 2010-2011 |
| Omitchka Omsk       | 2011-2012 | 2011-2012 |
| Dinamo Moscou       | 2012-2013 | 2014-2015 |
| Sarıyer Belediyesi  | 2017-2018 | …         |

## Palmarès
- Championnat d'Ukraine (4)
  - Vainqueur : 2005, 2006, 2007, 2008
- Coupe d'Ukraine (4)
  - Vainqueur : 2005, 2006, 2007, 2008
- Championnat de France (3)
  - Vainqueur : 2009, 2010, 2011
- Coupe de France (3)
  - Vainqueur : 2009, 2010, 2011
- Coupe de Russie
  - Vainqueur : 2013.
  - Finaliste : 2012.
- Championnat de Russie
  - Finaliste : 2013, 2014, 2015.